# IC 4704
IC 4704 је елиптична галаксија у сазвјежђу Паун која се налази на листи објеката дубоког неба у Индекс каталогу.
Деклинација објекта је - 71° 36' 33" а ректасцензија 18h 27m 53,7s. Привидна величина (магнитуда) објекта IC 4704 износи 12,1 а фотографска магнитуда 13,1. Налази се на удаљености од 41,354 милиона парсека од Сунца. IC 4704 је још познат и под ознакама ESO 71-11, AM 1822-714, PGC 61906.